# 台灣中油綠能科技研究所
台灣中油股份有限公司綠能科技研究所（英語：Green Technology Research Institute，GTRI），簡稱綠能所，是台灣中油股份有限公司所屬的綠能與新材料循環研究機構，屬於公司一級直線單位，設所長一名、副所長兩名。

## 歷史沿革
綠能所總部位於高雄市楠梓區原高雄煉油廠廠區內，為推動該廠區轉型而設立；此外，有另一廠區位於嘉義市西區供氣中心。
綠能所是中油公司因應環保及新能源而新成立的研究單位，與煉製研究所和探採研究所並稱「三研究所」。綠能所原本專注於綠能科技之研發，後來另一級直線單位「新材料試量產及認證中心」併入綠能所，始將石化高值化與循環經濟領域帶入綠能所。

## 組織架構
- 所長室
- 工安環保組
- 企劃行政組
- 再生能源組
- 材料科技組
- 環保科技組
- 工程組
- 試量產組
- 品保驗證組
- 太陽能維運中心